# Nachrichtenregeln
Nachrichtenregeln sind jene Grundsätze, nach denen Journalisten ihre Nachrichten formulieren. Der Begriff stammt aus der Publizistik- und Kommunikationswissenschaft und gehört in den Bereich der Nachrichtenforschung.

## Grundsätze
Eine organisatorische Stärke des Nachrichtenjournalismus besteht darin, Nachrichten mit Hilfe von Regeln und Routinen einfach und einheitlich herzustellen. Nachrichtenregeln sind nicht nur in Fachbüchern und Nachschlagewerken aufgeführt, sie werden auch in internen Nachrichtenpapieren und -fibeln der Nachrichtenredaktionen festgehalten. Ungeachtet dieser veröffentlichten und redaktionsinternen Bücher und Fibeln werden Nachrichtenregeln bei der praktischen Journalistenausbildung jedoch vorwiegend mündlich vermittelt („learning on the job“).
Nachrichtenjournalisten erlernen auf diese Weise zahlreiche von allgemeinen und besonderen Regeln, die jedoch in den jeweiligen Redaktionen im Einzelnen voneinander abweichen können. Dennoch gibt es (zumindest im westlich, kapitalistisch, demokratisch geprägten Nachrichtenjournalismus) eindeutige Gemeinsamkeiten. So unterscheidet beispielsweise die US-amerikanische Soziologin Gaye Tuchman fünf übergeordnete Grundsätze, mit denen sich die einzelnen Nachrichtenregeln zusammenfassen lassen:
- Gegenüberstellung sich widersprechender Standpunkte,
- Stützung von Aussagen durch Tatsachen,
- Abgrenzung von eigenen und fremden Aussagen,
- Gliederung von Informationen in einer bestimmten Anordnung sowie
- Trennung von Nachrichten und Kommentaren.

### Gegenüberstellung sich widersprechender Standpunkte
Bei der Gegenüberstellung sich widersprechender Standpunkte geben Journalisten nicht bloß eine, sondern gleich mehrere Aussagen zum selben Thema wieder. Einerseits vermeiden sie damit eine einseitige Berichterstattung, zumal sie häufig die Richtigkeit der Aussagen nicht beurteilen können (zum Beispiel beim Expertenstreit über technische Risiken oder bei Kriegsberichten über militärische Erfolge). Andererseits sind hierbei aber (unabhängig vom Inhalt) jene Aussagen im Vorteil, die bestimmte Nachrichtenfaktoren enthalten (wie Eindeutigkeit der Formulierung oder Prominenz des Sprechers). Darüber hinaus wird durch die Widersprüchlichkeit der Aussagen die Bewertung eines Themas erschwert, wenn nicht sogar unmöglich.

### Stützung von Aussagen durch Tatsachen
Bei der Stützung von Aussagen durch Tatsachen wird versucht, diese Aussagen zu prüfen. Meist lassen sich Aussagen auch dadurch stützen, dass sie aus möglichst mehreren und glaubwürdigen Quellen stammen. Eine weitere Möglichkeit besteht darin, dass sie durch unabhängige Fachleute bestätigt werden. Dies kann jedoch wiederum dazu führen, dass mehrere Fachleute widersprüchliche Aussagen zum selben Thema machen. Die Auswahl und Gewichtung der stützenden Tatsachen muss somit letztlich von den Journalisten vorgenommen werden.
Außerdem kann die Beschränkung auf angeblich „reine“ Tatsachen (wie Zahlen oder Zitate) zu einer vereinfachenden Berichterstattung führen. Beispiele hierfür sind bloße Aufzählungen von Kriegsopfern („body count“) oder mediengerichtete Äußerungen von Politikern („Sprechblasen“). Hierbei wird die zum Verständnis von Ereignissen notwendige „Faktendimensionierung“ vernachlässigt – also die Einordnung der Tatsachen in ihre Hintergründe, Ursachen, Wirkungen und Zusammenhänge.

### Abgrenzung von eigenen und fremden Aussagen
Bei der Abgrenzung von eigenen und fremden Aussagen werden bestimmte journalistische Stilmittel eingesetzt, um fremde Aussagen in direkter oder indirekter Rede zu kennzeichnen. Aussagen in direkter Rede markiert man in der Presse durch Anführungszeichen und im Rundfunk durch bestimmte Redewendungen wie „… sagte wörtlich …“. Im Rundfunk können darüber hinaus Original-Aufnahmen (sogenannte „O-Töne“) mit entsprechenden Aussagen verwendet werden. Aussagen in indirekter Rede werden sowohl in der Presse als auch im Rundfunk durch die Verwendung des Konjunktivs ausgedrückt.
Diese Vorgehensweisen trennen die Aussagen des Berichterstatters und anderer Personen jedoch nur formal voneinander. Auch hier erfolgt die Auswahl und Gewichtung der fremden Aussagen letztlich durch die Journalisten, so dass sie eigene Ansichten anderen Personen zuordnen können. Dessen ungeachtet sind aber auch hier (unabhängig vom Inhalt) Aussagen im Vorteil, die bestimmte Nachrichtenfaktoren erfüllen (wie Eindeutigkeit der Formulierung oder Prominenz des Sprechers).

### Gliederung von Informationen in einer bestimmten Anordnung
Bei der Gliederung von Informationen in einer bestimmten Anordnung wird in der Regel nach dem sogenannten Prinzip der umgekehrten Pyramide („inverted pyramid“) vorgegangen. Dieses Pyramiden-Prinzip beinhaltet, dass Nachrichten mit den wichtigsten Informationen beginnen und dann immer unbedeutendere Angaben folgen.
Bezogen auf einzelne Nachrichtenmeldungen bedeutet dies, dass am Anfang ein knapp formulierter Vorspann („Leadsatz“) mit den Kerninformationen über das jeweilige Ereignis steht. Zu diesen Kerninformationen gehören beispielsweise Antworten auf sogenannte „W-Fragen“ (Wer hat was wann wo wie und warum getan?). Meist folgen dann im zweiten Satz die genaue Nachrichtenquelle und weitere wichtige Angaben sowie in späteren Sätzen nähere Einzelheiten. (Siehe auch: Lead-Stil). Die Hintergründe, Ursachen, Wirkungen und Zusammenhänge des jeweiligen Ereignisses (Faktendimensionierung) stehen am Schluss der Meldung.
Bezogen auf ganze Nachrichtenseiten oder -sendungen bedeutet das Pyramiden-Prinzip, dass auf der Titelseite beziehungsweise am Sendungsbeginn die Hauptmeldungen („Aufmacher“) stehen und dann immer unbedeutendere folgen – bis zu „human interest“-Meldungen, Sport und Wetter. Hintergründe, Ursachen, Wirkungen und Zusammenhänge können auch hier meist nur auf hinteren Seiten beziehungsweise in nachfolgenden Sendungen dargestellt werden. Durch dieses Pyramiden-Prinzip lassen sich einzelne Meldungen beziehungsweise ganze Seiten und Sendungen so aufbauen, dass sie je nach Druckseiten beziehungsweise Sendeminuten beliebig von hinten gekürzt werden können, ohne dass die Kerninformationen oder Hauptmeldungen verloren gehen. Dies bedeutet aber auch, dass Informationen über die Hintergründe, Ursachen, Wirkungen und Zusammenhänge von Ereignissen als erstes weggekürzt werden. Außerdem gilt natürlich auch hier, dass die Journalisten entscheiden, welches die „wichtigsten“ Informationen sind.

### Trennung von Nachrichten und Kommentaren
Bei der Trennung von Nachrichten und Kommentaren wird in der Regel so vorgegangen, dass meinungsäußernde Beiträge (wie Kommentare, Kritiken oder Glossen) ausdrücklich als solche gekennzeichnet werden. Allerdings trennt man auch hier Tatsachen und Meinungsäußerungen im Grunde nur formal voneinander. So werden die Nachrichten zum Teil an die Kommentare angeglichen (Synchronisation), damit das Gesamtbild der Berichterstattung einheitlicher erscheint. Sogar wenn die Journalisten die Trennung von Nachrichten und Kommentaren formal einhalten, haben sie immer noch die Möglichkeit zu manipulieren. Davon abgesehen sind die Grenzen zwischen Nachricht und Kommentar fließend, weil viele sogenannte „Kommentare“ kaum mehr als eine Gegenüberstellung der jeweiligen Standpunkte bieten. Eine solche „neutrale“ Kommentierung, die es allen Seiten recht machen will, zeigt sogar dort journalistische Ausgewogenheit, wo dies überhaupt nicht notwendig wäre.

## Nachrichtenroutinen
Journalisten formulieren ihre Nachrichten außerdem mit Nachrichtenroutinen. So unterscheidet beispielsweise der niederländische Literatur- und Kommunikationswissenschaftler Teun van Dijk fünf Hauptroutinen, mit denen Nachrichtenjournalisten arbeiten:
- Auswahl,
- Wiedergabe,
- Zusammenfassung,
- Umstellung und
- Umformulierung von Texten.

Bei diesen Texten handelt es sich zum Beispiel um Agenturmeldungen, Korrespondentenberichte, Pressemitteilungen oder eigene Aufzeichnungen – sie sind gewissermaßen das Rohmaterial für die späteren Nachrichtenmeldungen.
Bei der Auswahl von Nachrichten versuchen Journalisten, die Bedeutung von Ereignissen einzuschätzen, um zu entscheiden, ob und wie über sie berichtet wird. Bei dieser Einschätzung spielen Nachrichtenfaktoren eine Rolle, wie die Nähe des Ereignisses oder die Prominenz der Beteiligten. Darüber hinaus ist auch von großer Bedeutung, wie die Journalisten die Glaubwürdigkeit der Nachrichtenquellen sowie die Erwartungen der Medienutzer (Rezipienten) einschätzen. Ähnlich wie bei den Nachrichtenfaktoren ist aber auch hier kein objektiver Maßstab möglich, denn die Einschätzung von Nachrichtenquellen und Mediennutzern hängt von der beruflichen und persönlichen Erfahrung des jeweiligen Nachrichtenjournalisten ab.
Bei der Wiedergabe vorgefertigter Textabschnitte werden Agenturmeldungen, Korrespondentenberichte oder Pressemitteilungen überwiegend wörtlich abgeschrieben. Durch diese einfache Routine wird die Nachrichtenarbeit sehr erleichtert. Journalisten übernehmen insbesondere dann andere Texte, wenn sie unter Zeitdruck stehen, wenn die Texte aus einer glaubwürdigen Quelle stammen oder wenn keine zusätzlichen Informationen verfügbar sind. Die Übernahme vorgefertigter Texte ist vor allem bei Auslandnachrichten häufig.
Bei der Zusammenfassung umfangreicher Texte werden die wichtigsten Informationen zu einer knappen Nachricht verdichtet. Dies geschieht, indem die Nachrichtenjournalisten komplizierte oder unwesentliche Einzelheiten weglassen, indem sie ähnliche oder zusammengehörige Informationen verallgemeinern und indem sie eine Abfolge von Ereignissen zu einem übergreifenden Thema bündeln. Dabei werden gleichzeitig Einzelinformationen in einen überschaubaren Gesamtzusammenhang gebracht, die Kerninformationen über ein Ereignis ermittelt und der Nachrichtenvorspann („Leadsatz“) formuliert.
Bei der Umstellung einzelner Textteile werden Nachrichten vor allem nach dem Prinzip der „umgekehrten Pyramide“ angeordnet. Dies bedeutet, dass Nachrichten mit den wichtigsten Informationen beginnen und dann immer unbedeutendere Angaben folgen. Gleichzeitig mit dem Umstellen von Textteilen werden komplizierte oder unwesentliche Einzelheiten weggelassen. Außerdem werden aus anderen Texten weitere Informationen hinzugefügt, wie neue Einzelheiten oder Angaben über Hintergründe und Ursachen eines Ereignisses. Darüber hinaus werden häufig auch einzelne Textteile durch inhaltlich ähnliche Texte ersetzt, sofern sie andere inhaltliche Schwerpunkte oder sprachliche Abwechslung bieten.
Bei der stilistischen und rhetorischen Umformulierung von Texten setzen Journalisten häufig Metaphern, Vergleiche sowie Unter- oder Übertreibungen ein. Dabei können sie durch die Wahl bestimmter Kernbegriffe (wie „Aufständische“ oder „Freiheitskämpfer“, „Demonstranten“ oder „Randalierer“) insgeheim eine persönliche oder redaktionelle Wertung in die Nachricht einbringen.

## Nachrichtenstil
Übergreifend über diese fünf Grundsätze wird bei der Formulierung von Nachrichten ein möglichst sachlicher Sprachstil angestrebt. Dieser Nachrichtenstil zeichnet sich gemäß verbreiteter Verständlichkeitsregeln aus durch:
- einfache Wortwahl,
- knappen Satzbau,
- übersichtliche Satzfolge und
- sprachliche Stereotype.

Hierdurch will man nicht nur journalistische Objektivität erreichen, sondern die Nachrichten auch für weniger aufmerksame oder gebildete Mediennutzer verständlich machen.
Zur einfachen Wortwahl gehört es beispielsweise, auf vermeidbare Fremdwörter und zusammengesetzte Hauptwörter zu verzichten. Außerdem sollte man keine Floskelwörter verwenden (wie „äußern“, „bemerken“ oder „erklären“ für sagen). Das Gleiche gilt für Metaphern (wie „grünes Licht geben“ oder „auf den Weg bringen“ für beauftragen, entscheiden oder verabschieden) und für Synonyme (wie „die Hardthöhe“ oder „das Pentagon“ für das deutsche beziehungsweise US-amerikanische Verteidigungsministerium). Auch sollten verschleiernde Begriffe (Euphemismen) aus der Bürokratensprache oder Propaganda (wie „Freisetzung“ für Entlassung, „Preiskorrektur“ für Preiserhöhung oder „ethnische Säuberung“ für Massenvertreibung) vermieden werden. Dies gilt auch für den Gebrauch von militärischen Wörtern (wie „Etappensieg“, „Kreuzfeuer“ oder „Schützenhilfe“) in sachfremden Zusammenhängen.
Zum knappen Satzbau gehört es zum Beispiel, wertende Adjektive, doppelte Verneinungen oder überflüssige Formulierungen (wie Füllwörter, Pleonasmen oder Tautologien) zu unterlassen. Nachrichtensätze sollten zudem grammatisch bevorzugt im Aktiv stehen, im Verbal- statt Nominalstil geschrieben sein und der natürlichen Sprechweise folgen (Subjekt, Prädikat, Objekt).
Zur übersichtlichen Satzfolge gehört es beispielsweise, nicht zu viele Informationen (wie Namen oder Zahlen) zusammenzudrängen und keine Schachtelsätze zu bilden (Hauptinformationen in Hauptsätze, Nebenangaben in Nebensätze). Allgemein sollten sich kurze und lange Sätze ablösen (weder „Hack-“ noch „Blähstil“) und die Nachricht durch Absätze inhaltlich gegliedert werden.
Zu sprachlichen Stereotypen gehören zum Beispiel feststehende Begriffe, Wortfügungen oder Redewendungen. Feststehende Begriffe in Nachrichten sind beispielsweise Ortsmarken am Anfang von Meldungen oder Sammelbegriffe, wie „Staatschef“ und „Parlament“. Feststehenden Wortfügungen sind zum Beispiel Ausdrücke wie „… das westliche Verteidigungsbündnis …“ oder „… die radikal-islamische Untergrundorganisation …“. Und feststehenden Redewendungen sind beispielsweise Formulierungen wie „…äußerte sich besorgt/zufrieden über …“ oder „… verlautete aus nicht näher bezeichneten Diplomaten-/Regierungskreisen …“.

## Schlussbemerkung
Die hier beschriebenen Nachrichtenregeln sind weder vollständig, noch werden sie überall anerkannt oder sogar befolgt. Sie gelten vor allem für unser westlich, marktwirtschaftlich, demokratisch geprägtes Verständnis von Nachrichtenjournalismus. In Staaten mit fehlender Pressefreiheit und/oder grundlegend anderen Weltanschauungen gelten im Journalismus häufig andere  Nachrichtenregeln. So hatten die Journalisten in den östlichen, planwirtschaftlichen, sozialistischen Gesellschaftssystemen des früheren Ostblocks bei der Formulierung von Nachrichten die Regeln eines sozialistischen Journalismus zu beachten. In vielen autoritär regierten Staaten gelten bis heute andere Nachrichtenregeln.